# 台北鉄道
台北鉄道（臺北鐵道、たいほくてつどう）は、日本統治時代の台湾台北州に存在した鉄道会社である。

## 歴史

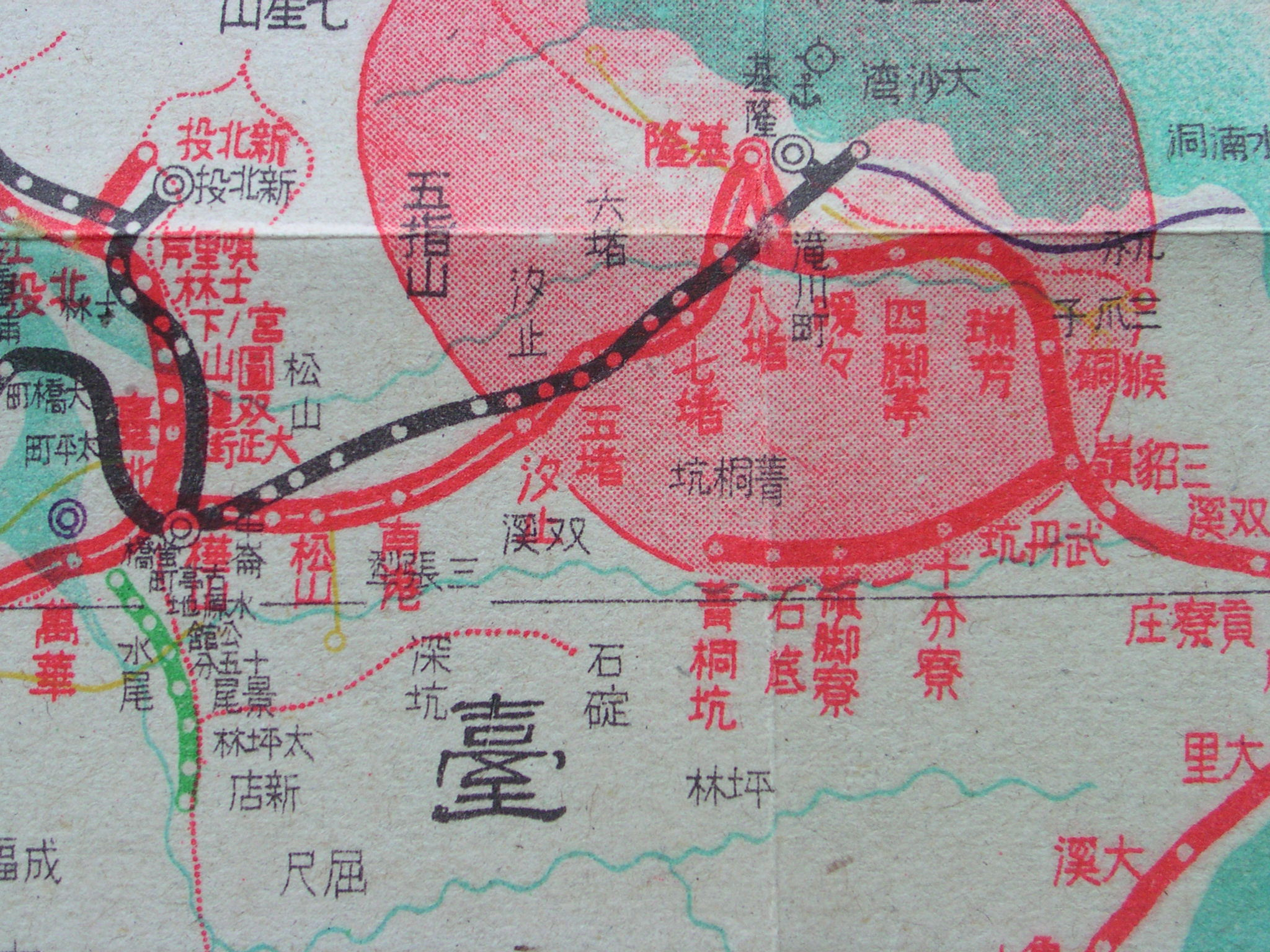
台北付近の鉄道路線図（昭和16年の鉄道年報より）

台北鉄道の前身は明治年間に台北南門から、公館、景尾、大坪林、新店と経って、亀山に至る人車軌道であり、経営者は日本人の建設業者澤井市造であった。
後に株式会社台北軽鉄炭鉱（臺北輕鐵炭礦、たいほくけいてつたんこう）を設立し、鉄道事業のほか、炭鉱事業なども行って、その産物を鉄道で輸送した。第一次世界大戦による大戦景気のために資金を集めることが可能になり、台北鉄道と改称して既設線に殆ど並行する1067mm軌間の新しい鉄道を建設し、1921年3月25日に全線開通した。官鉄との接続駅は萬華駅。沿線にある台北帝国大学、碧潭などへの重要な交通手段になり、文山郡蕃地（現・烏来区）への要路を占めていた。なお、途中駅の景尾から石碇と連絡する、1919年に開通した人車軌道も運営していた。
まだ、景尾から分岐、石碇を経て、台北盆地の山地を越える鉄道を延伸させ、平渓線の菁桐坑（現・菁桐駅）に接続する「台北裏線」という壮大な構想もあったが、工費などの問題から未成線になった。
戦後、台北鉄道は台北鉄路公司と改称、中華民国に接収され、日本人経営者は帰国させられ実質的に解散した。1949年、省鉄路管理局（現・台湾鉄路管理局）が新店線を買収し、公営鉄道線になった。

## 路線一覧
- 萬華—新店線（10.7km）
萬華 - 堀江 - 馬場町 - 蛍橋 - 古亭町 - 水源地 - 公館 - 十五份 - 製罈会社前 - 景尾 - 二十張 - 公学校前 - 大坪林 - 新店 - 郡役所前
- 景尾石碇間（人車軌道）
- 南門亀山間（人車軌道）

## 車両
蒸気機関車（6両。4は欠番）
- 1, 2 : 1920年、米国H.K.ポーター製。車軸配置0-6-0のタンク機関車。台湾鉄路管理局統合後は、CK2形CK2, CK3。
- 3 : 1921年、日本車輌製造製。車軸配置0-6-0のタンク機関車。元台湾総督府鉄道49。台湾鉄路管理局統合後は、CK4形CK4。
- 5 : 1942年、本江機械製作所製。車軸配置0-6-0のタンク機関車。台湾鉄路管理局統合後は、CK5形CK5。
- 6, 7 : 1907年、英国ノース・ブリティッシュ・ロコモティブ製。車軸配置2-4-2のタンク機関車。元台湾総督府鉄道36, 37。1942年入線。台湾鉄路管理局統合後は、BK10形BK28, BK29。